# Okarche
Okarche é uma cidade  localizada no estado norte-americano de Oklahoma, no Condado de Canadian e Condado de Kingfisher.

## Demografia
Segundo o censo norte-americano de 2000, a sua população era de 1110 habitantes.
Em 2006, foi estimada uma população de 1155, um aumento de 45 (4.1%).

## Geografia
De acordo com o United States Census Bureau tem uma área de
1,9 km², dos quais 1,9 km² cobertos por terra e 0,0 km² cobertos por água. Okarche localiza-se a aproximadamente 379 m acima do nível do mar.

## Localidades na vizinhança
O diagrama seguinte representa as localidades num raio de 28 km ao redor de Okarche.